# Partecipanti al Tour of Oman 2025
Elenco dei partecipanti al Tour of Oman 2025.
Il Tour of Oman 2025 è stato la quattordicesima edizione della corsa. Alla competizione presero parte 18 squadre: 9 con licenza UCI World Tour 2025, 5 UCI ProTeam, 3 UCI Continental Team e 1 selezione nazionale.
Partenza con 122 ciclisti accreditati.

## Corridori per squadra
Nota: R ritirato, NP non partito, FT fuori tempo, SQ squalificato
| UAE Team Emirates XRG | UAE Team Emirates XRG  | UAE Team Emirates XRG | Soudal Quick-Step       | Soudal Quick-Step       | Soudal Quick-Step       | XDS Astana Team         | XDS Astana Team         | XDS Astana Team         |
| --------------------- | ---------------------- | --------------------- | ----------------------- | ----------------------- | ----------------------- | ----------------------- | ----------------------- | ----------------------- |
| N°                    | Ciclista               | Clas.                 | N°                      | Ciclista                | Clas.                   | N°                      | Ciclista                | Clas.                   |
| 1                     | Adam Yates             | 1°                    | 11                      | Mauri Vansevenant       | 34°                     | 21                      | Diego Ulissi            | R 4ª                    |
| 2                     | Luca Giaimi            | 97°                   | 12                      | Gianmarco Garofoli      | 22°                     | 22                      | Anthon Charmig          | 32°                     |
| 3                     | Vegard S. Laengen      | 86°                   | 13                      | Ethan Hayter            | 70°                     | 23                      | Max Kanter              | 66°                     |
| 4                     | Rafał Majka            | 23°                   | 14                      | Valentin Paret-Peintre  | 2°                      | 24                      | Henok Mulubrhan         | 21°                     |
| 5                     | Anže Ravbar            | R 2ª                  | 15                      | Pepijn Reinderink       | 71°                     | 25                      | Wout Poels              | 7°                      |
| 6                     | Florian Vermeersch     | 85°                   | 16                      | Louis Vervaeke          | 37°                     | 26                      | Davide Toneatti         | R 5ª                    |
| 7                     | Jay Vine               | 42°                   | 17                      | Jordi Warlop            | 81°                     | 27                      | Nicolas Vinokurov       | 90°                     |
| Groupama-FDJ          | Groupama-FDJ           | Groupama-FDJ          | Team Visma-Lease a Bike | Team Visma-Lease a Bike | Team Visma-Lease a Bike | Arkéa-B&B Hotels        | Arkéa-B&B Hotels        | Arkéa-B&B Hotels        |
| N°                    | Ciclista               | Clas.                 | N°                      | Ciclista                | Clas.                   | N°                      | Ciclista                | Clas.                   |
| 31                    | David Gaudu            | 3°                    | 41                      | Olav Kooij              | 93°                     | 51                      | Jenthe Biermans         | 58°                     |
| 32                    | Clément Braz Afonso    | 41°                   | 42                      | Niklas Behrens          | 82°                     | 52                      | Amaury Capiot           | 51°                     |
| 33                    | Tom Donnenwirth        | 49°                   | 43                      | Steven Kruijswijk       | 35°                     | 53                      | Jean-Loup Fayolle       | 56°                     |
| 34                    | Lorenzo Germani        | 47°                   | 44                      | Pietro Mattio           | 38°                     | 54                      | Élie Gesbert            | 20°                     |
| 35                    | Valentin Madouas       | 54°                   | 45                      | Daniel McLay            | 94°                     | 55                      | Léandre Lozouet         | 87°                     |
| 36                    | Rudy Molard            | 61°                   | 46                      | Jørgen Nordhagen        | NP1ª                    | 56                      | Michel Ries             | 44°                     |
| 37                    | Enzo Paleni            | 67°                   | 47                      | Cian Uijtdebroeks       | 5°                      | 57                      | Embret Svestad          | 8°                      |
| Team Picnic PostNL    | Team Picnic PostNL     | Team Picnic PostNL    | Movistar Team           | Movistar Team           | Movistar Team           | Team Jayco AlUla        | Team Jayco AlUla        | Team Jayco AlUla        |
| N°                    | Ciclista               | Clas.                 | N°                      | Ciclista                | Clas.                   | N°                      | Ciclista                | Clas.                   |
| 61                    | Warren Barguil         | 28°                   | 71                      | Ruben Guerreiro         | 11°                     | 81                      | Chris Harper            | 6°                      |
| 62                    | Pavel Bittner          | 89°                   | 72                      | Orluis Aular            | 63°                     | 82                      | Welay Berhe             | 64°                     |
| 63                    | Robbe Dhondt           | 55°                   | 73                      | Davide Cimolai          | 98°                     | 83                      | Davide De Pretto        | 39°                     |
| 64                    | Sean Flynn             | 30°                   | 74                      | Iván García Cortina     | 40°                     | 84                      | Paul Double             | 74°                     |
| 65                    | Tim Naberman           | 92°                   | 75                      | Fernando Gaviria        | R 5ª                    | 85                      | Felix Engelhardt        | 43°                     |
| 66                    | Timo Roosen            | 75°                   | 76                      | Antonio Pedrero         | R 5ª                    | 86                      | Asbjørn Hellemose       | 50°                     |
| 67                    | Kevin Vermaerke        | 16°                   |                         |                         |                         |                         |                         |                         |
| TotalEnergies         | TotalEnergies          | TotalEnergies         | Q36.5 Pro Cycling Team  | Q36.5 Pro Cycling Team  | Q36.5 Pro Cycling Team  | Tudor Pro Cycling Team  | Tudor Pro Cycling Team  | Tudor Pro Cycling Team  |
| N°                    | Ciclista               | Clas.                 | N°                      | Ciclista                | Clas.                   | N°                      | Ciclista                | Clas.                   |
| 91                    | Anthony Turgis         | 91°                   | 101                     | Harm Vanhoucke          | NP1ª                    | 111                     | Marco Brenner           | 9°                      |
| 92                    | Rayan Boulahoite       | 72°                   | 102                     | Xabier Azparren         | 31°                     | 112                     | Lucas Eriksson          | 52°                     |
| 93                    | Steff Cras             | R 5ª                  | 103                     | Matteo Badilatti        | 13°                     | 113                     | Rick Pluimers           | 65°                     |
| 94                    | Émilien Jeannière      | 77°                   | 104                     | Marcel Camprubi         | 60°                     | 114                     | Mathys Rondel           | 17°                     |
| 95                    | Alan Jousseaume        | 57°                   | 105                     | David de la Cruz        | 15°                     | 115                     | Lawrence Warbasse       | 18°                     |
| 96                    | Lorrenzo Manzin        | 68°                   | 106                     | Damien Howson           | 4°                      | 116                     | Fabian Weiss            | 69°                     |
| 97                    | Geoffrey Soupe         | 76°                   | 107                     | Giacomo Nizzolo         | 79°                     | 117                     | Luc Wirtgen             | R 3ª                    |
| Uno-X Mobility        | Uno-X Mobility         | Uno-X Mobility        | Burgos-Burpellet-BH     | Burgos-Burpellet-BH     | Burgos-Burpellet-BH     | Terengganu Cycling Team | Terengganu Cycling Team | Terengganu Cycling Team |
| N°                    | Ciclista               | Clas.                 | N°                      | Ciclista                | Clas.                   | N°                      | Ciclista                | Clas.                   |
| 121                   | Erlend Blikra          | 100°                  | 131                     | Mario Aparicio          | 14°                     | 141                     | Metkel Eyob             | 59°                     |
| 122                   | Simon Dalby            | 10°                   | 132                     | Rodrigo Álvarez         | 83°                     | 142                     | Mathias Bregnhøj        | 26°                     |
| 123                   | Stian Fredheim         | 80°                   | 133                     | Geórgios Boúglas        | 78°                     | 143                     | Anatolij Budjak         | 25°                     |
| 124                   | Magnus Kulset          | 45°                   | 134                     | David Delgado           | 33°                     | 144                     | Muhammad Mohd Zariff    | R 1ª                    |
| 125                   | Sakarias Koller Løland | 48°                   | 135                     | José Luis Faura         | 27°                     | 145                     | M. H. Mohd Shabri       | 107°                    |
| 126                   | Henrik Pedersen        | 62°                   | 136                     | Carlos García Pierna    | 29°                     | 146                     | Nur Amirul F. Mazuki    | 105°                    |
| 127                   | Rasmus Bøgh Wallin     | 96°                   | 137                     | Tomoya Koyama           | 104°                    | 147                     | Adne van Engelen        | 19°                     |
| JCL Team Ukyo         | JCL Team Ukyo          | JCL Team Ukyo         | Roojai Insurance        | Roojai Insurance        | Roojai Insurance        | Selezione omanese       | Selezione omanese       | Selezione omanese       |
| N°                    | Ciclista               | Clas.                 | N°                      | Ciclista                | Clas.                   | N°                      | Ciclista                | Clas.                   |
| 151                   | Marc Cabedo            | 73°                   | 161                     | Blake Quick             | 95°                     | 171                     | Mohammed Al-Wahibi      | 110°                    |
| 152                   | Nahom Zeray            | 12°                   | 162                     | Carter Bettles          | 101°                    | 172                     | Mundher Al Hsani        | R 2ª                    |
| 153                   | Andrea D'Amato         | 84°                   | 163                     | Dylan Hopkins           | 46°                     | 173                     | Said Al Rahbi           | 103°                    |
| 154                   | Alessandro Fancellu    | 24°                   | 164                     | Andreas Miltiadis       | 88°                     | 174                     | Mazin Al Riyami         | 109°                    |
| 155                   | Nicolò Garibbo         | 36°                   | 165                     | Patompob Phonarjthan    | 102°                    | 175                     | Abdulraham Al Yaqoobi   | 108°                    |
| 156                   | Manabu Ishibashi       | R 5ª                  | 166                     | Kane Richards           | 99°                     |                         |                         |                         |
| 157                   | Nariyuki Masuda        | 53°                   | 167                     | Kongphob Thimachai      | 106°                    |                         |                         |                         |